# 神戸市埋蔵文化財センター
神戸市埋蔵文化財センター（こうべしまいぞうぶんかざいセンター）は、兵庫県神戸市西区にある埋蔵文化財センター。

## 概要
- 約160万年前のアケボノゾウの復元や埴輪、石器などが展示されていて、古代からの人々の暮らしなどの移り変わりを学ぶことができ、さらに公園内には住吉東古墳などで出土した埴輪の模造品や、高塚山1号墳の横穴式石室が展示されている。

## 所在地
- 神戸市西区糀台6丁目（西神中央公園内）

## 料金
- 無料
- ひょうごっ子ココロンカードの対象施設。
- のびのびパスポート加盟施設。

## 主な所蔵品

### 文化財

#### 重要文化財（国指定）

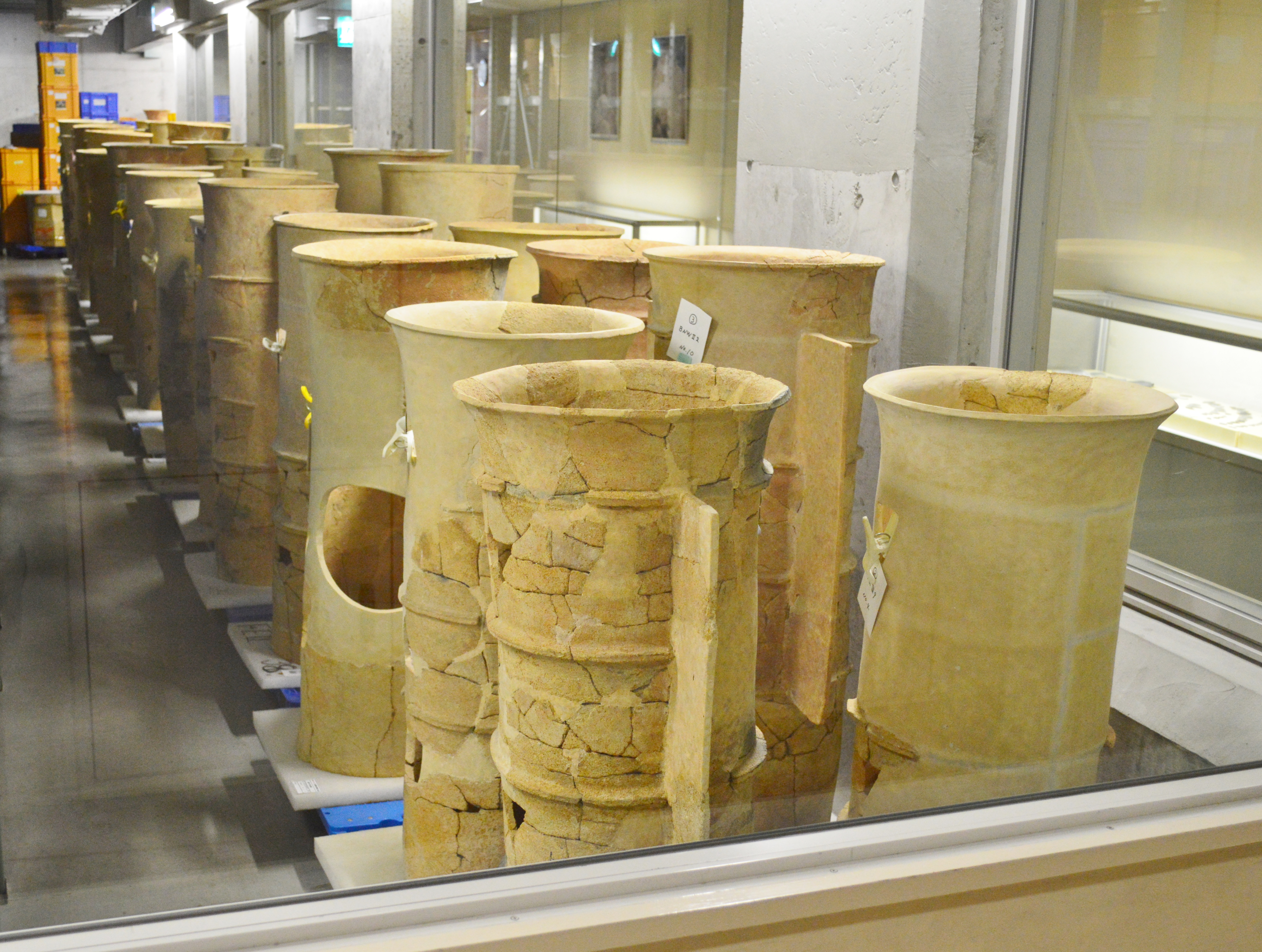
五色塚古墳出土埴輪
（国の重要文化財）

- 兵庫県西求女塚古墳出土品 一括（考古資料） - 内訳は次の通り[2]。2005年（平成17年）6月9日指定[3]。
  - 銅鏡 12面
  - 鉄製品 230点
  - 碧玉製紡錘車形石製品 1点
  - 土師器 14点
  - （附指定）織物残欠 2点
  - （附指定）土師器残欠 179点
  - （附指定）竪穴式石室石材 54点
- 兵庫県五色塚古墳出土品 一括（考古資料） - 内訳は次の通り[2]。2012年（平成24年）9月6日指定[4]。
  - 鰭付円筒埴輪 42点
  - 鰭付朝顔形埴輪 3点
  - 円筒埴輪 3点
  - （附指定）形象埴輪残欠 17点
  - （附指定）土器・土製品 15点

#### 神戸市指定文化財
- 有形文化財[5]
  - 狩口台きつね塚古墳出土品 145点（考古資料） - 1997年（平成9年）10月23日指定。
  - 滝の奥経塚出土品 39点（考古資料） - 1999年（平成11年）2月24日指定。
  - 本山遺跡出土弥生時代前期木製品等 24点（考古資料） - 2002年（平成14年）2月18日指定。
  - 新方遺跡（野手・西方地点）出土人骨 6体（考古資料） - 2002年（平成14年）2月18日指定。
  - 銅鐸鋳型未製品 1対（考古資料） - 2008年（平成20年）3月21日指定。
  - 白水瓢塚古墳出土品 268点（考古資料） - 2009年（平成21年）2月24日指定。
  - 塩田北山東古墳出土品 104点（考古資料） - 2009年（平成21年）2月24日指定。
  - 史跡五色塚古墳・小壺古墳出土品 328点（考古資料） - 2010年（平成22年）3月19日指定。
  - 北青木遺跡出土銅鐸 1口（考古資料） - 2013年（平成25年）3月19日指定。
  - 本山遺跡出土銅鐸 1口（考古資料） - 2013年（平成25年）3月19日指定。
  - 深江北町遺跡出土木簡・墨書土器 173点（考古資料） - 2015年（平成27年）3月25日指定。
  - 上沢遺跡佐波理鋺他井戸出土品（考古資料） - 内訳は佐波理鋺1口、鉄製紡錘車1点、土師器皿1点、井戸1基。2016年（平成28年）3月23日指定。

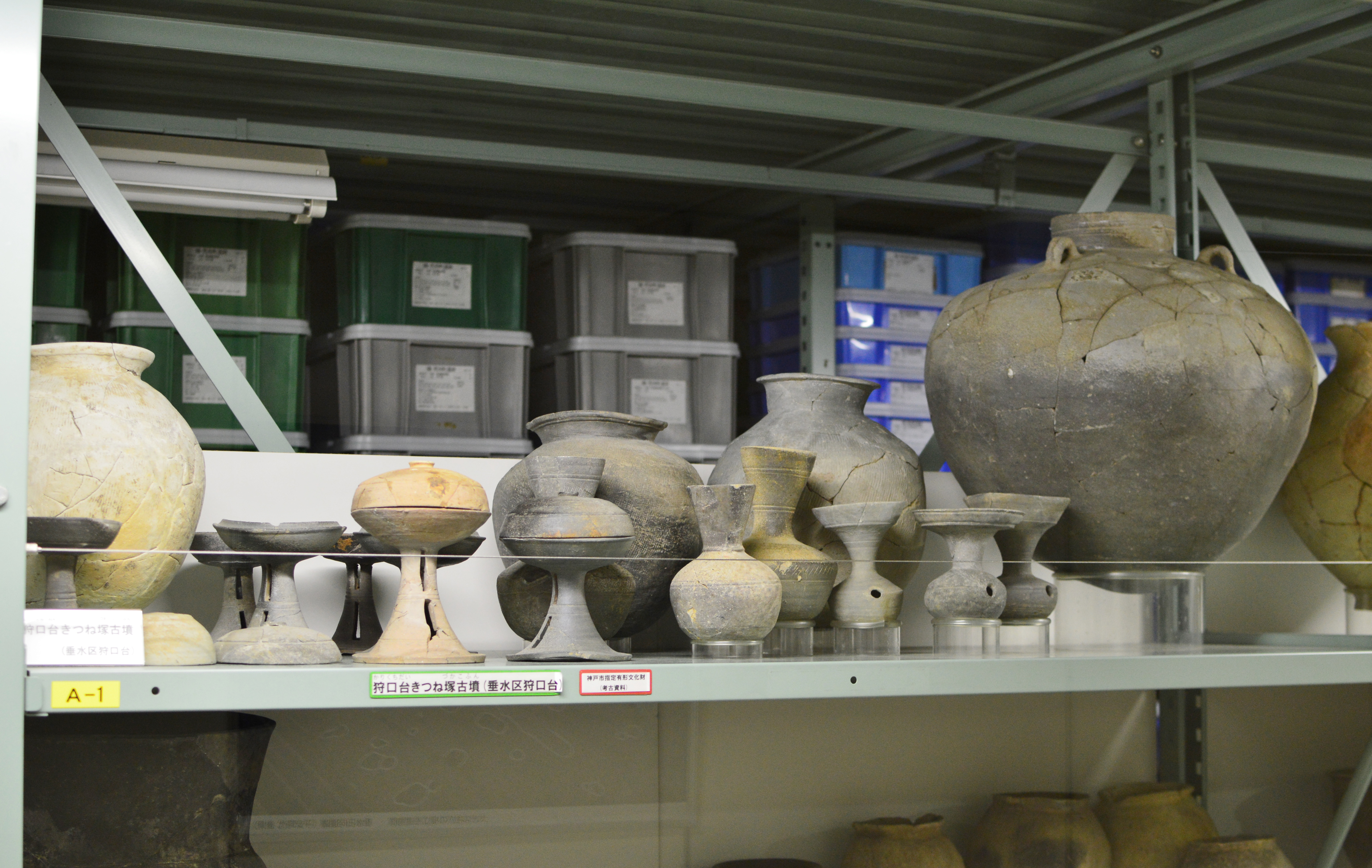
狩口台きつね塚古墳出土品
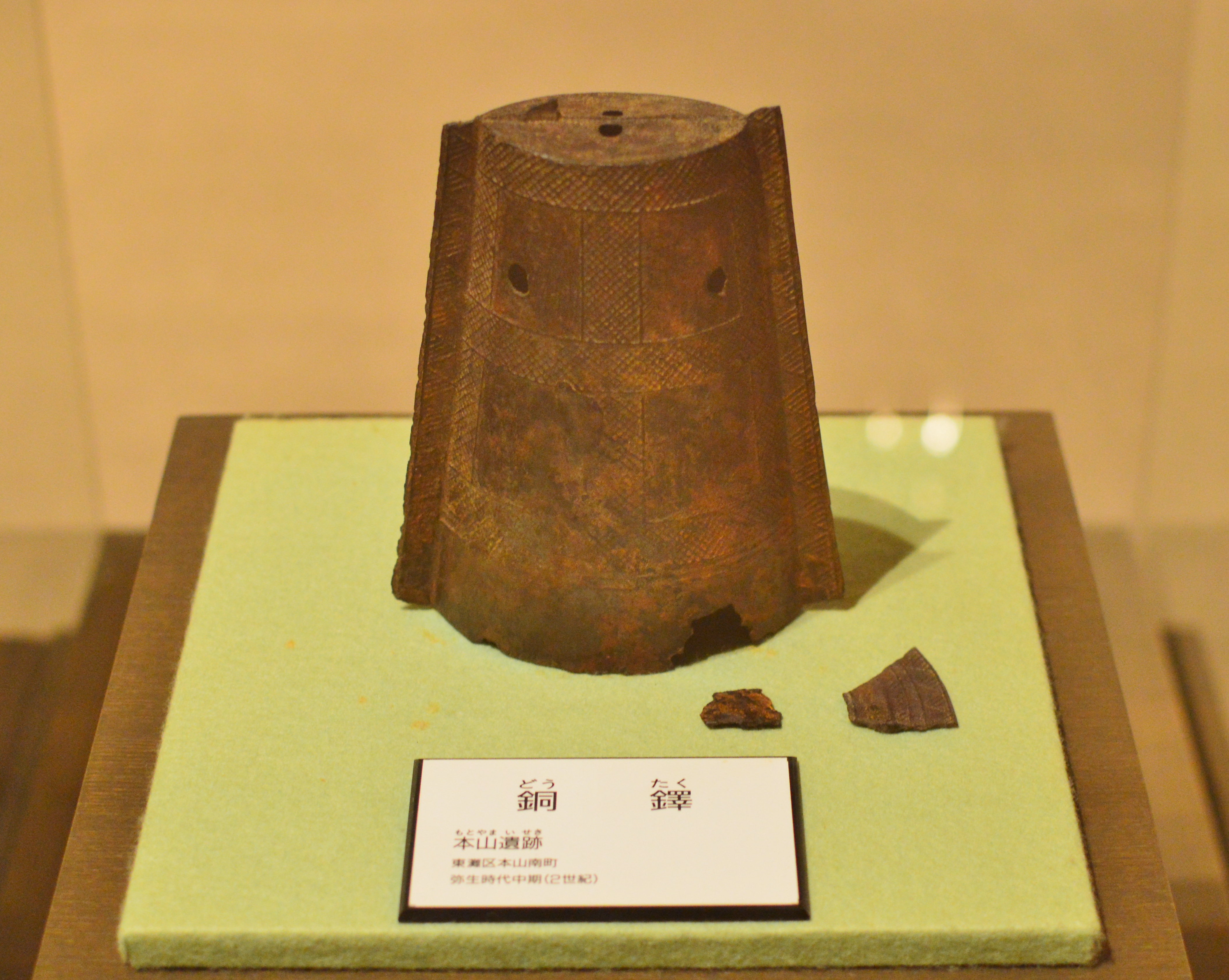
本山銅鐸
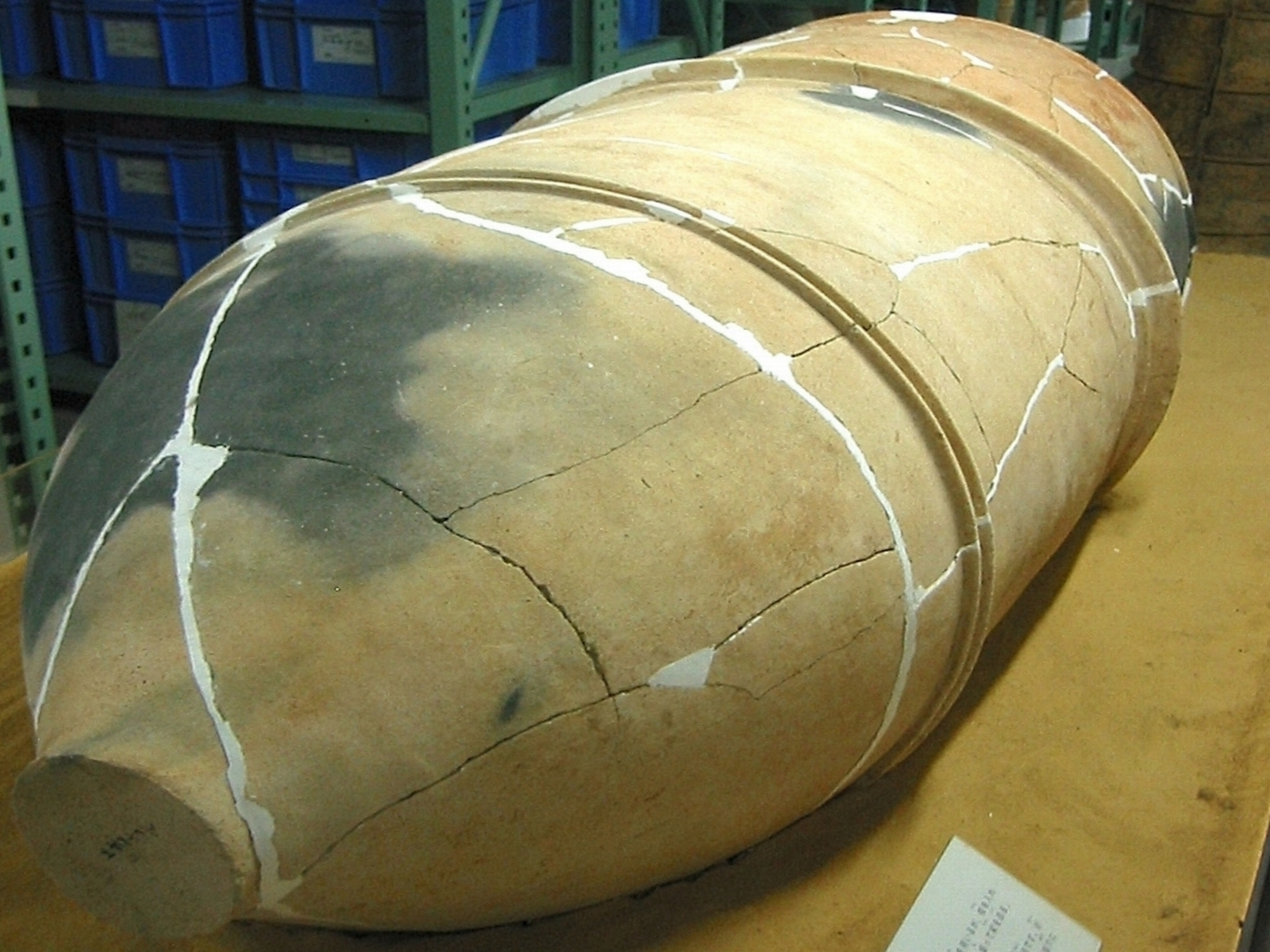
甕棺

## アクセス
- 神戸市営地下鉄西神・山手線西神中央駅下車徒歩5分。
- 兵庫県道52号小部明石線より車ですぐ。

## 周辺の施設
- 西神中央駅百貨店ビル
- ダイエー
- プレンティ